# Diachrysia virescens
Diachrysia virescens är en fjärilsart som beskrevs av Barend J. Lempke 1949. Diachrysia virescens ingår i släktet Diachrysia och familjen nattflyn. Inga underarter finns listade i Catalogue of Life.